# Gaby Espino
Gaby Espino, właśc. María Gabriela Espino Rugero (ur. 15 listopada 1977 w Caracas, Wenezuela) – aktorka i modelka pochodzenia wenezuelskiego.
W latach 2007–2010 była żoną aktora i modela, Cristóbala Landera, z którym ma dziecko. W 2014 rozstała się ze swoim wieloletnim partnerem i aktorem, Jenemcarlosem Canelą, z którym też grała w telenoweli: Mas Sabe el Diablo. Mają syna, Nickolasa.
Gra głównie w telenowelach. W Polsce znana jest z seriali Bezwstydnice (2007), Twarz Analiji (2008–2009) i Santa Diabla (2013–2014).

## Filmografia
| Produkcja                              | Rok       | Typ                    | Rola                                         |
| -------------------------------------- | --------- | ---------------------- | -------------------------------------------- |
| Señora Acero: La Coyote                | od 2016   | Telenowela (Telemundo) | Indira Cárdenas                              |
| Santa Diabla                           | 2013–2014 | Telenowela (Telemundo) | Santa Martínez / Amanda Brown, diablica      |
| Ojo Por Ojo                            | 2010–2011 | Telenowela (Telemundo) | Alina Monsalve                               |
| Más Sabe el Diablo (Diabeł wie lepiej) | 2009–2010 | Telenowela (Telemundo) | Manuela Dávila                               |
| El Rostro de Analía (Twarz Analiji)    | 2008–2009 | Telenowela (Telemundo) | Mariana Andrade de Montiel/Ana Lucía Moncada |
| Sin Vergüenza (Bezwstydnice)           | 2007      | Telenowela (Telemundo) | Renata Sepulveda                             |
| Mundo de Fieras                        | 2006      | Serial TV              | Mariangela Cruz                              |
| Elipsis                                | 2006      | Film                   | Lenora                                       |
| La mujer de mi hermano                 | 2005      | Film                   | Laura                                        |
| Se solicita príncipe azul              | 2005      | Serial TV              | María Carlota Rivas                          |
| Luna la heredera                       | 2004      | Serial TV              | Luna Mendoza                                 |
| Rebeca                                 | 2003      | Serial TV              | Princesa Izaguirre Zabaleta de Montalbán     |
| Las González                           | 2002      | Serial TV              | Alelí González                               |
| Guerra de mujeres                      | 2001      | Serial TV              | Yubirí Gamboa                                |
| Amantes de Luna Llena                  | 2000      | Serial TV              | Abril Cárdenas                               |
| Enamorada                              | 1999      | Serial TV              | Ivana                                        |
| A todo corazón                         | 1997      | Serial TV              | Natalia Aristilleta                          |